# Højerup gamle kirke

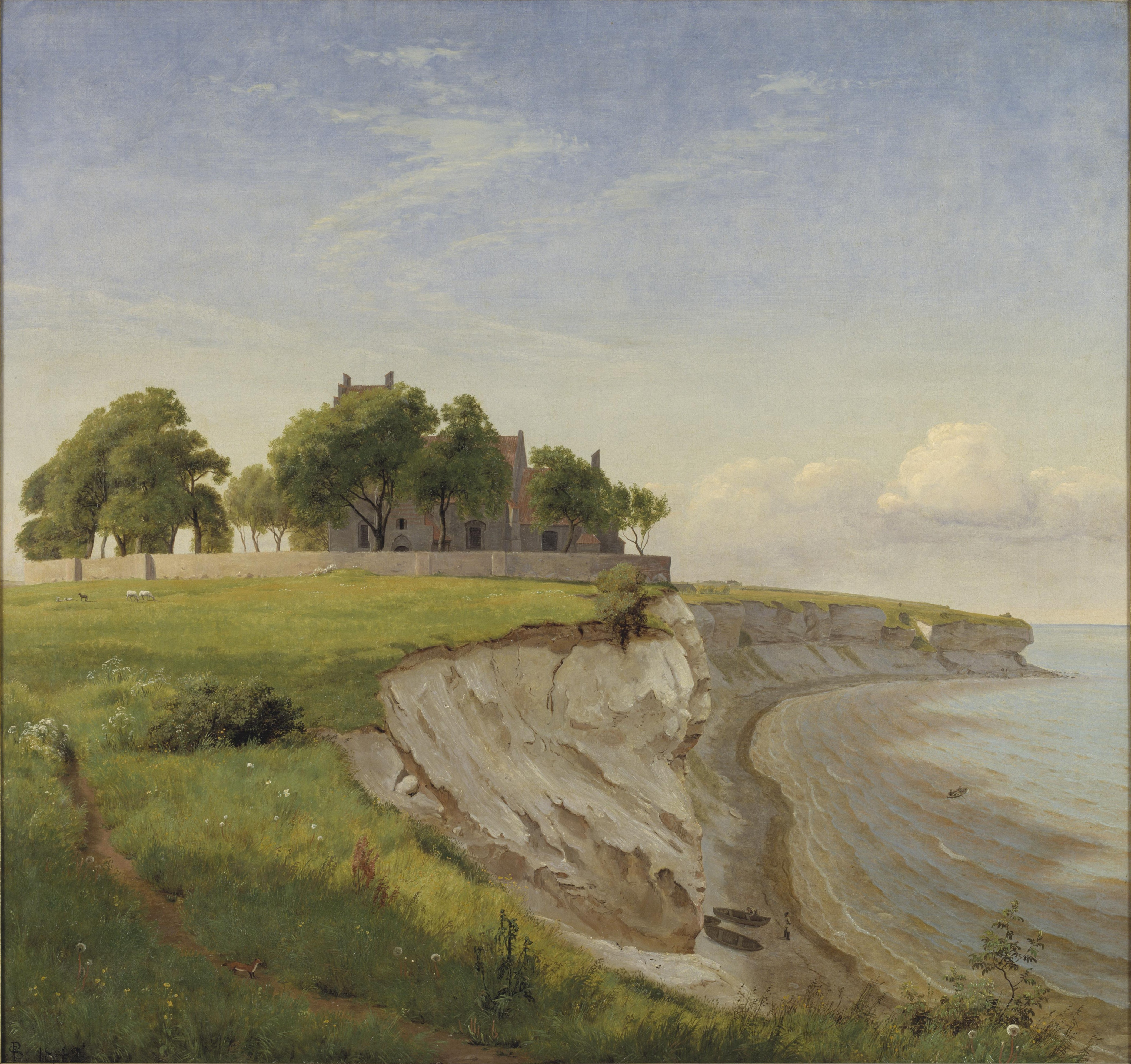
Højerup kirke på Stevns klint av Peter Christian Skovgaard, 1842

Højerup gamle kirke är en kyrkobyggnad på Stevns klint i Stevns kommun på Sjælland i Danmark. Den byggdes omkring 1250–1300 av kvadersten av lokal limsten. Sakristian på nordsidan tillbyggdes på 1400-talet och tornet tillkom omkring år 1500. Vapenhuset, som huvudsakligen är murat i tegelsten med delar i limsten, byggdes i mitten av 1500-talet.
Kyrkan låg från början långt från klintens kant. År 1776 låg den omkring tio meter från kanten, men 1892 bara någon halvmeter från. Från 1840-talet hade brytning av krita ur klinten skett och denna brytning tredubblades fram till 1870-talet, med stenbrott på ömse sidor av kyrkan. Den fick stängas 1910 på grund av bedömd risk att den skulle kunna störta ned i havet. Den 28 mars 1928 rasade också koret och delar av kyrkogården.
Kyrkobyggnaden är ett byggnadsminne. Kyrkan är nu förstärkt med en betongmur på havssidan och en utsiktsplattform har byggts vid kyrkorummet.
Åren 1912-1913 byggdes som ersättning nya Højerup kirke 250 meter från den gamla, ritad av Helge Bojsen-Møller.

## Bildgalleri

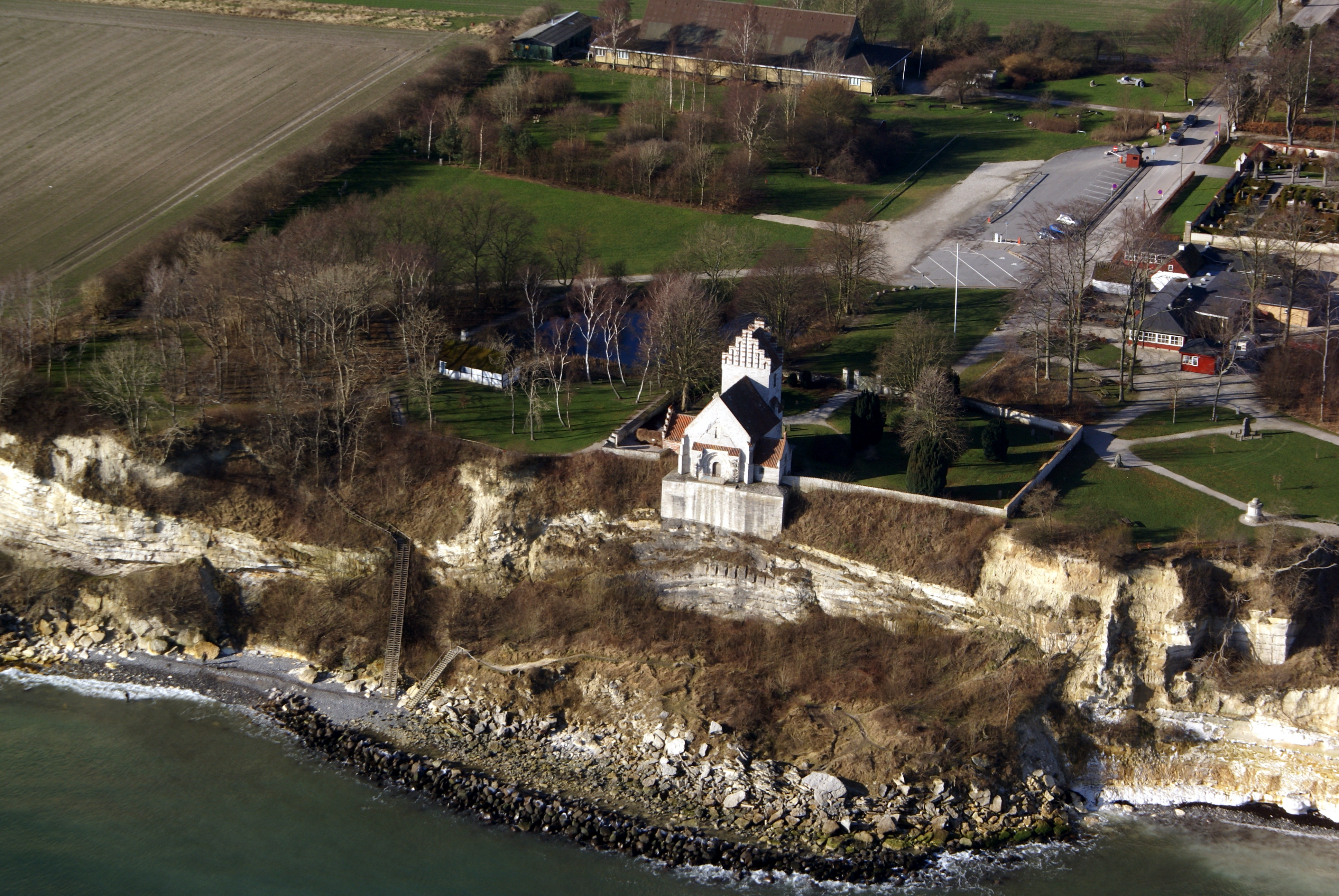
Højerup gamle kirke
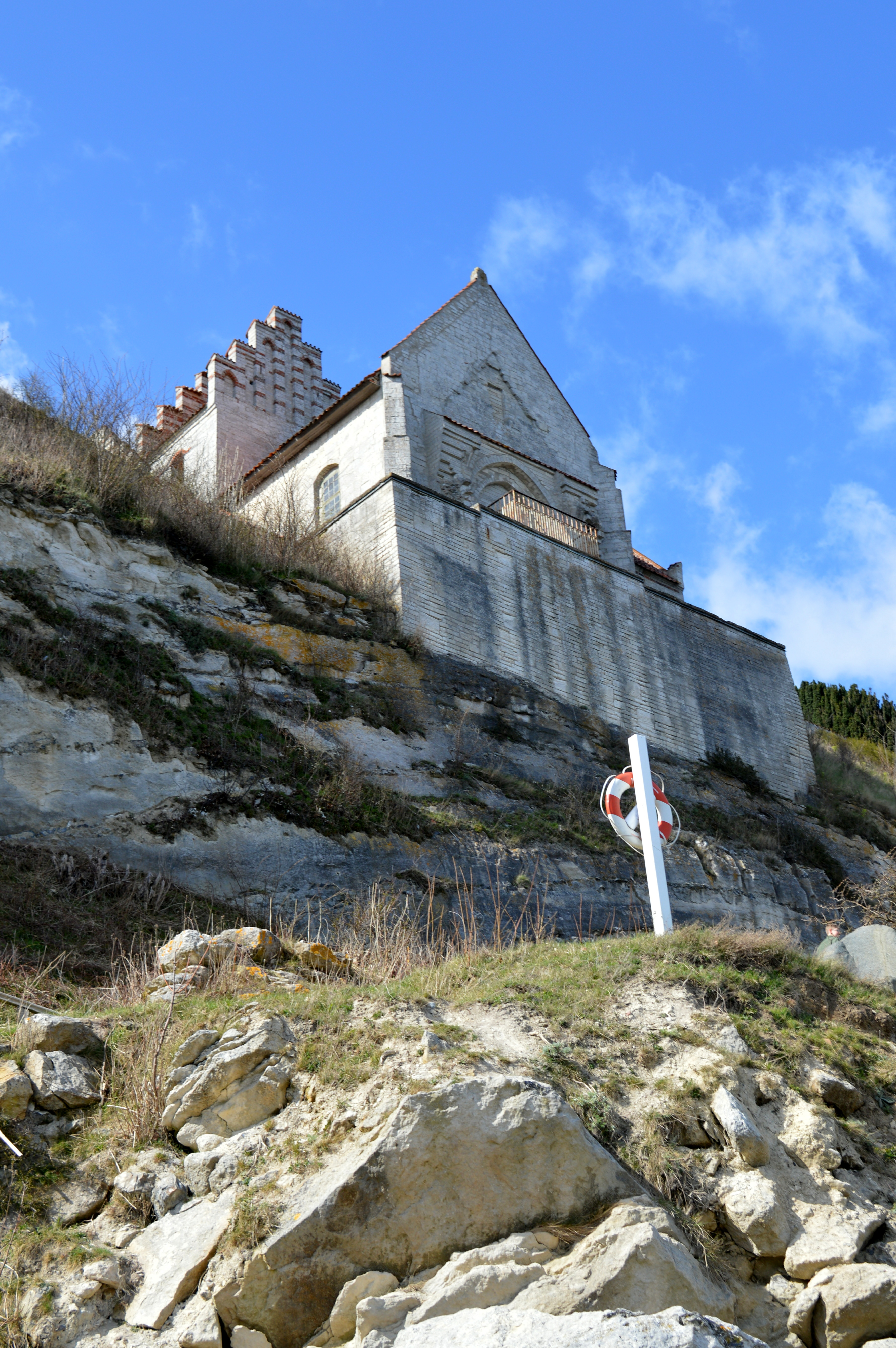
Kyrkan stöttad av betongmur på havssidan
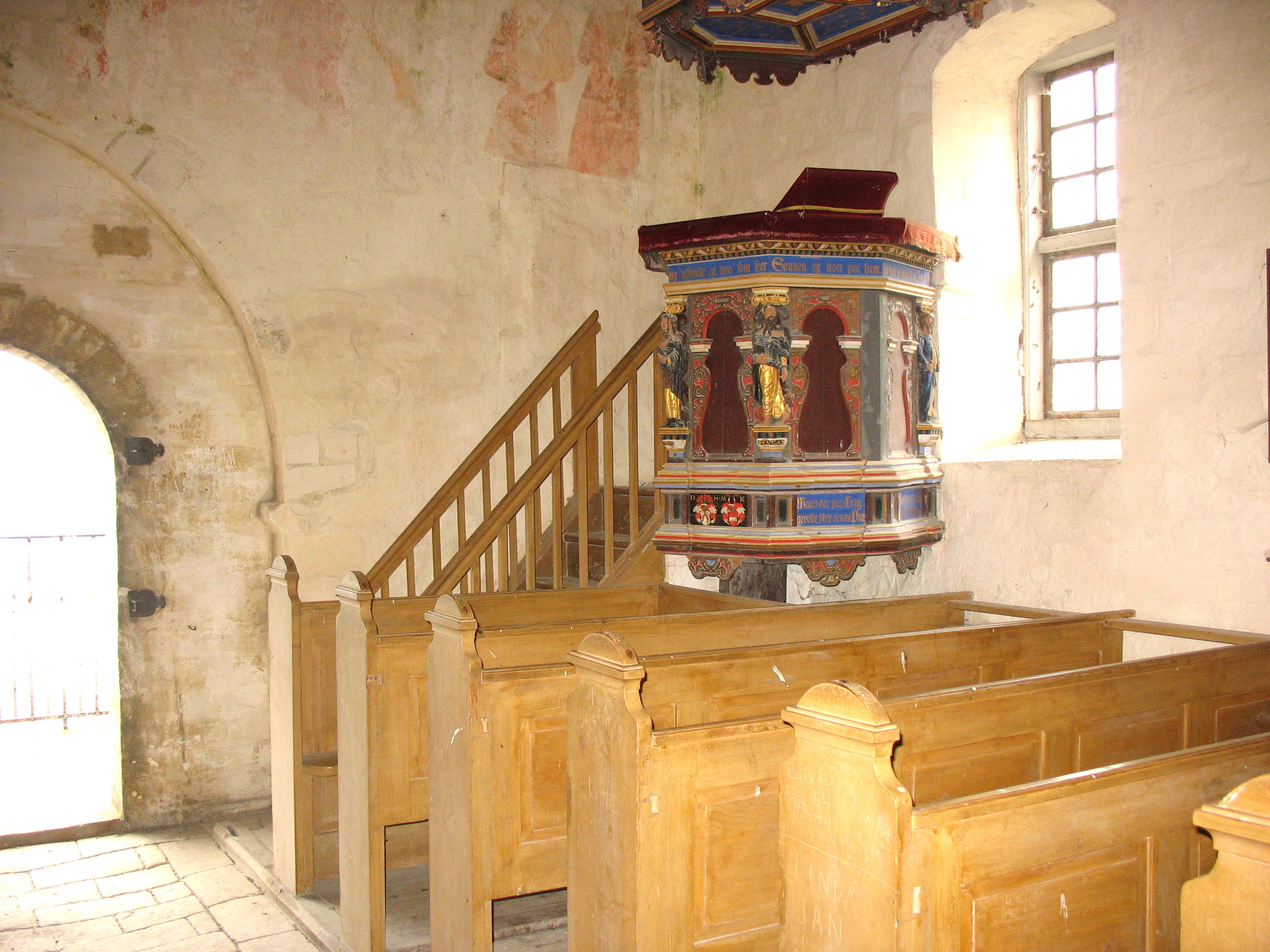
Predikstol
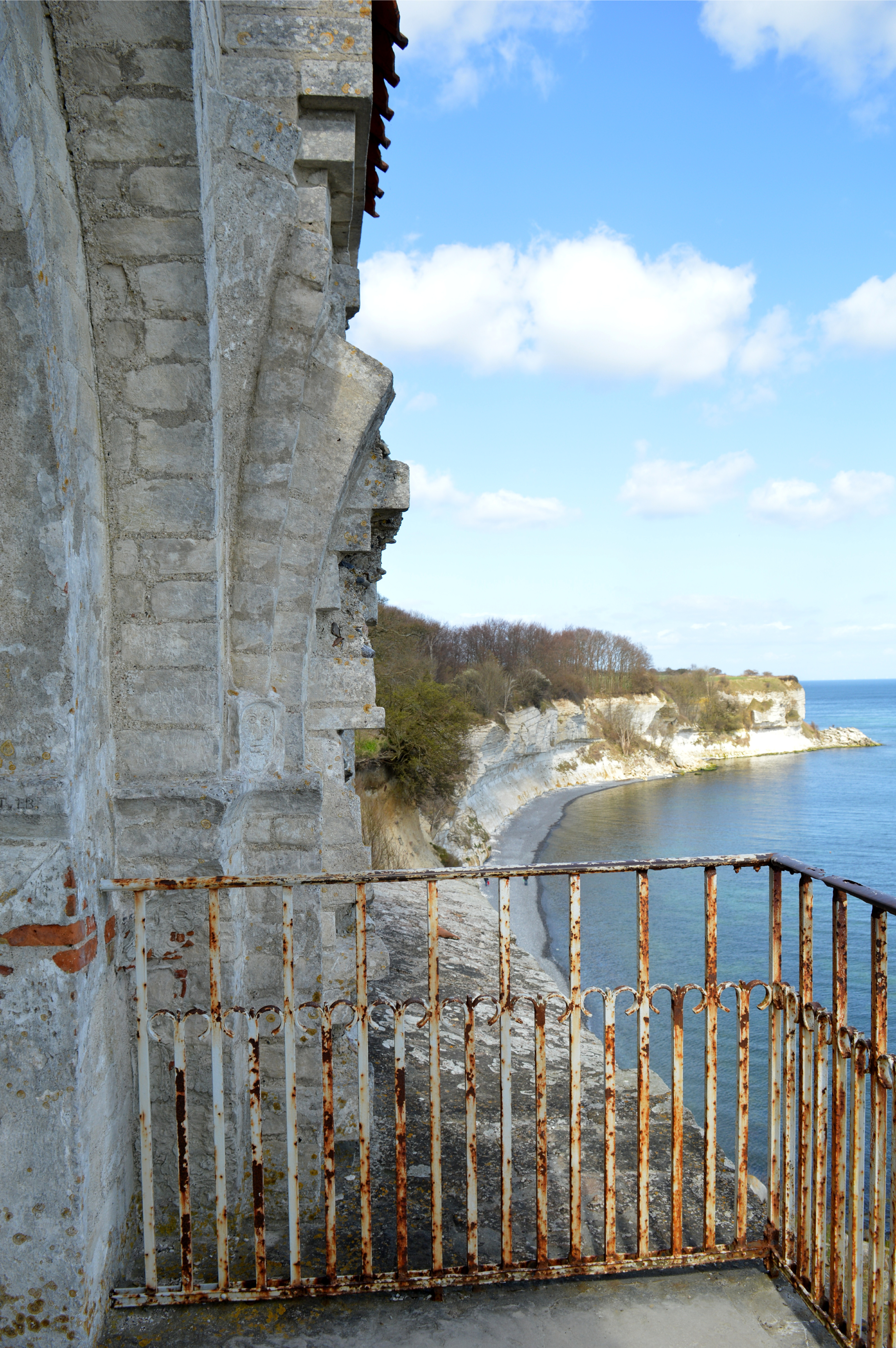
Utsiktsplattformen
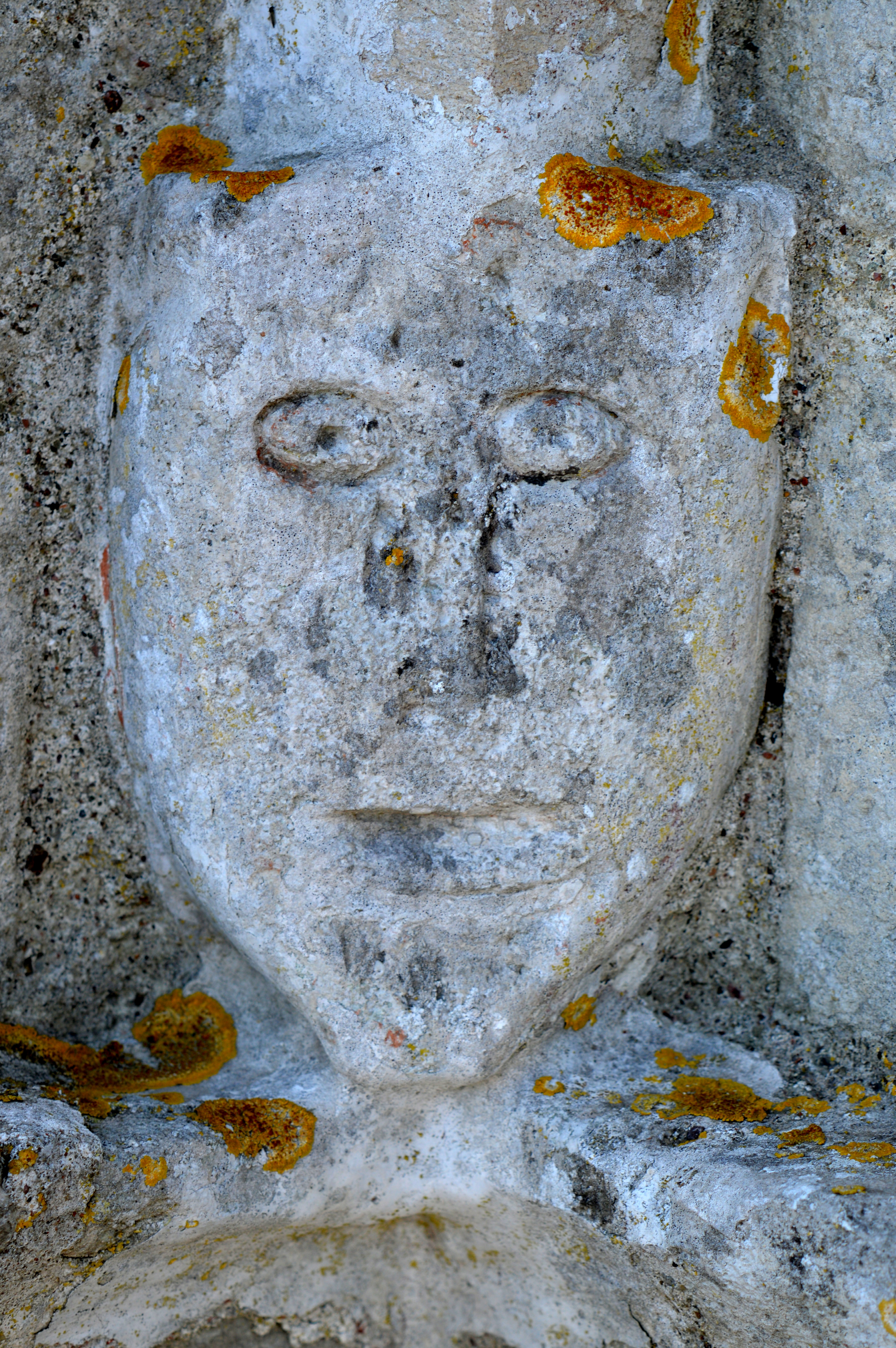
Väggmålning
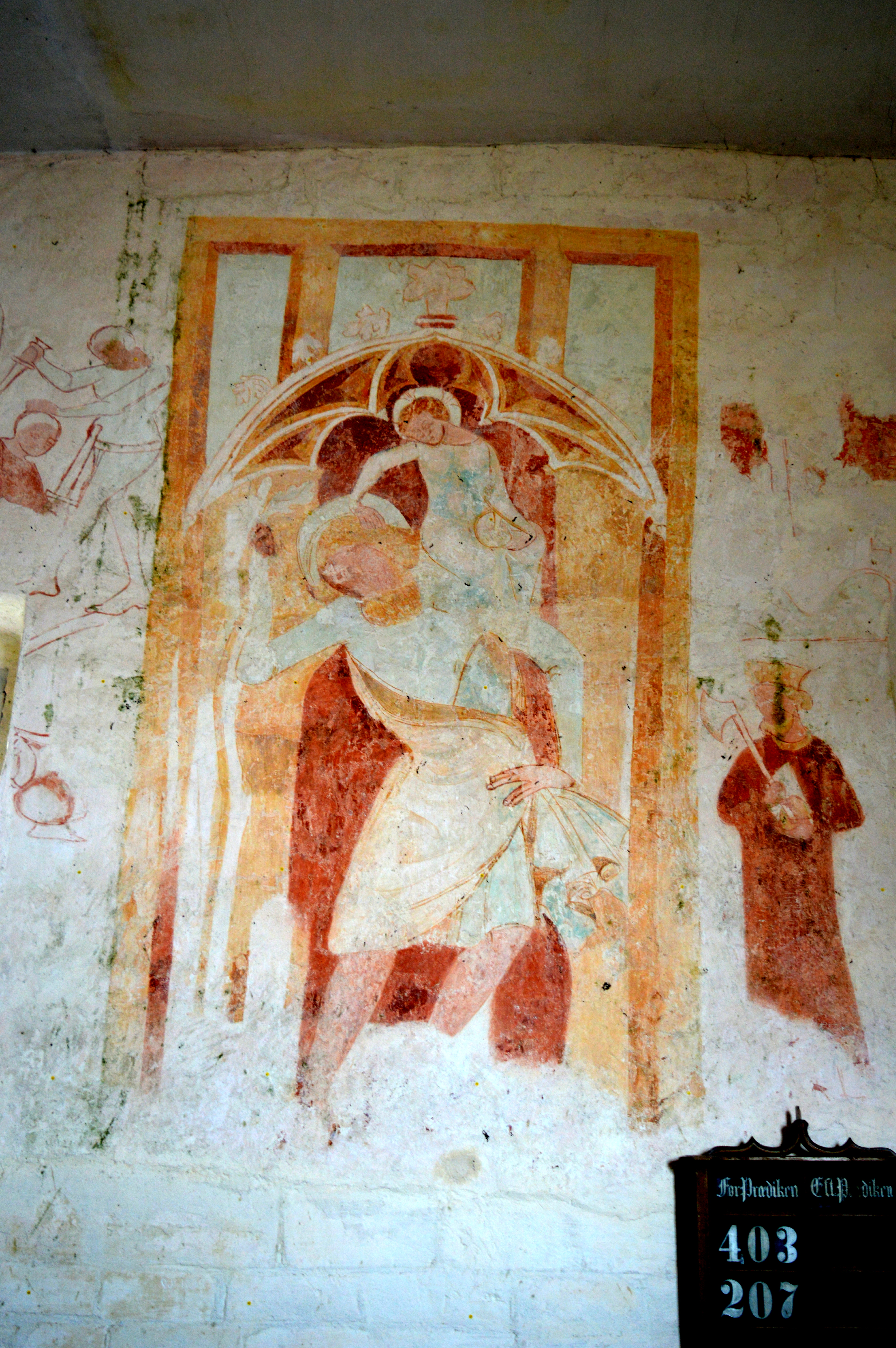
Väggmålning
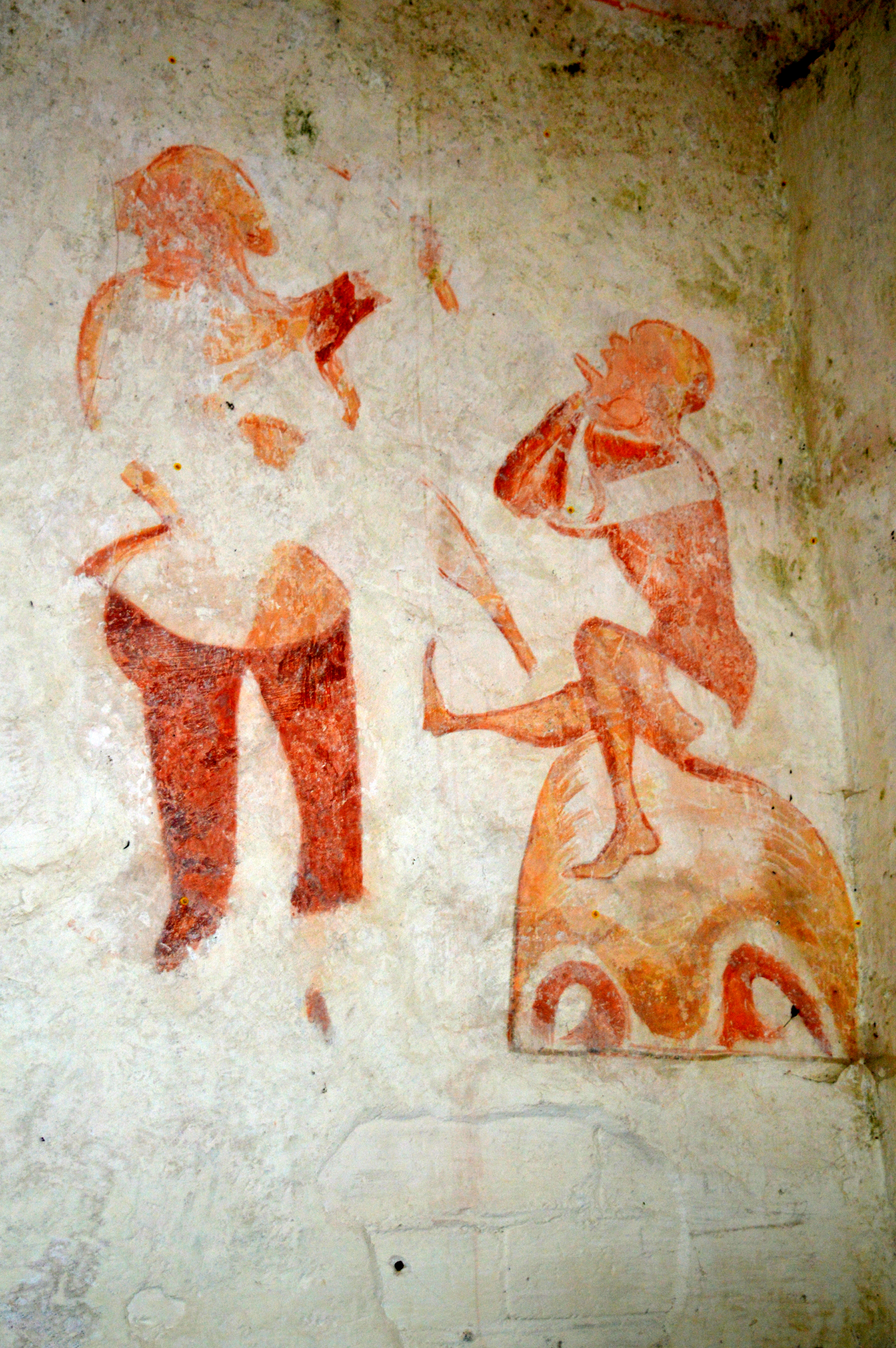
Väggmålning
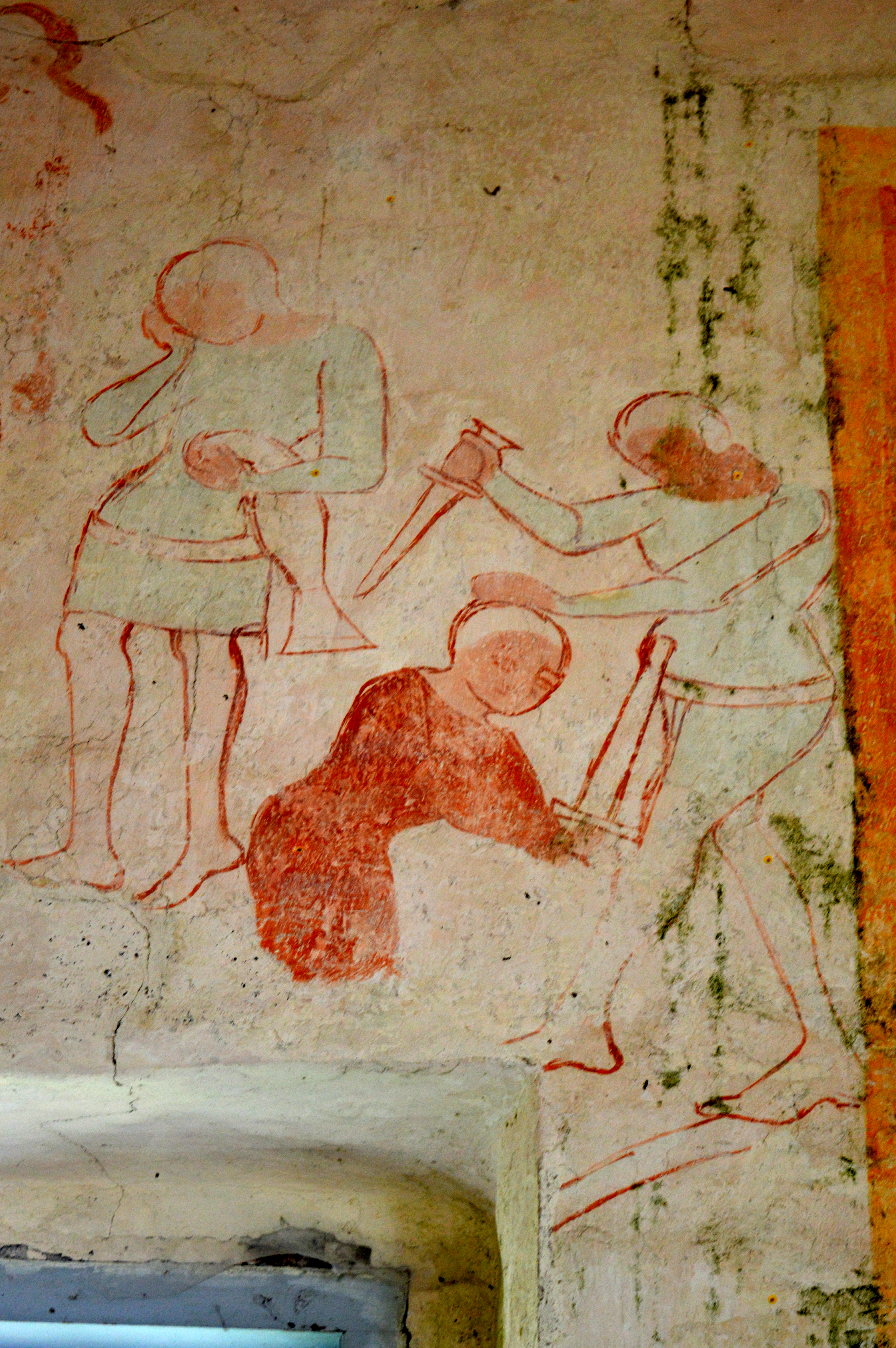
Väggmålning